# Jo Ann Greer
Jo Ann Greer (* 3. April 1927 in Atlantic City; † 24. Mai 2001 in Los Angeles) war eine US-amerikanische Sängerin.

## Leben
Greer heiratete in den 1940er Jahren den Swing- und Boogie-Woogie-Pianisten und Bandleader Freddie Slack (1910–1965), was ihr Verbindungen zur Filmbranche in Hollywood verschaffte. Erste Bandauftritte hatte sie mit Sonny Burke. Bekannt wurde sie als Sängerin in der Bigband von Ray Anthony, mit dem sie die Hits Wild Horses und 1953 The Hokey-Pokey hatte. Im selben Jahr wechselte sie zu Les Brown, bei dem sie bis Anfang der 1990er Jahre blieb und zahlreiche Single-Aufnahmen machte. Sie veröffentlichte allerdings nie ein Album unter eigenem Namen.
Sie war auch Ghost-Sängerin (Dubber) für Hollywood-Stars wie Rita Hayworth (in Affäre in Trinidad, Fegefeuer, wo sie den oscarnominierten Song Blue Pacific Blues für Rita Hayworth sang,  und Pal Joey), Gloria Grahame (in Naked Alibi), Carole Mathews (in Meet Me at the Fair), Charlotte Austin (in Rainbow ’Round My Shoulder), Esther Williams (in Jupiter’s Darling), June Allyson (in The Opposite Sex), Kim Novak (in Five Against the House), May Wynn (in The Caine Mutiny) und Susan Kohner (in Imitation of Life).
Diese Erfahrungen verarbeitete sie ab 1991 in einer populären Kabarett-Show mit zwei anderen ehemaligen Ghost-Sängerinnen (Annette Warren, India Adams), Voices - Hollywood’s Secret Singing Stars.
Nach ihrer Ehe mit Slack war sie noch zweimal verheiratet, beide Male mit Trompetern: Stan Stout aus dem Les Brown Orchester und Mickey McMahan aus dem Lawrence Welk Orchester, mit dem sie zwei Kinder hatte.
1956 siegte sie im Leser-Poll der Zeitschrift Down Beat in der Rubrik Band-Sängerin.